# Heinrich Cordes (Diplomat)
Heinrich Cordes (* 5. März 1866 in Lübbecke, Westfalen; † 5. Juli 1927 in Breslau, Schlesien) war ein deutscher Jurist, Dolmetscher, Konsul und Bankier. Er war der einzige europäische Augenzeuge der Ermordung des deutschen Gesandten Clemens von Ketteler während des Boxeraufstandes.

## Familie
Er war Sohn des Gerichtssekretärs am Landgericht Bielefeld, Carl Cordes, und von dessen Ehefrau Marie, geborene Schuster.
Seine Ehefrau wurde Yuksin Chou, die er als Sechzehnjährige während seiner Tätigkeit in Kanton kennengelernt hatte, mit der er zwischen 1898 und 1914 neun Kinder hatte: Adelheid (1898–1994), genannt „Heidi“, Antonia (1902–1992), genannt „Toni“, Charlotte (1905–1993), genannt „Lotte“, Karl (1906–1985), genannt „Karli“, Klara (1907–1985), genannt „Clärchen“, Ernst (1908–1983), Bernhard (1910–1996), Dora (1912–1945) und Friedrich (1914–1995). Klara heiratete später Hans Werner Skafte Rasmussen (1906–1945), einen Sohn des DKW-, Audi-, Horch- und Wanderer-Großaktionärs Jørgen Skafte Rasmussen. Heinrich Cordes ermöglichte ihr den Besuch des reformpädagogischen Landschulheims Freie Schulgemeinde Wickersdorf und der Schule am Meer von Martin Luserke auf der Nordseeinsel Juist, die auch die jüngeren Brüder ihres späteren Ehemannes, Arne und Ove, besuchten.
Heinrich Cordes soll seine deutlich jüngere chinesische Ehefrau nie in der Öffentlichkeit gezeigt haben. Auf seine neun Kinder sei er jedoch außerordentlich stolz gewesen. Der US-amerikanische Journalist Alfred M. Brace hielt dazu in seinen Aufzeichnungen fest: „Mr. Cordes a long time ago married a Chinese woman and has several children, black-eyed queer coloured youngsters of whom he is very fond. The fact of his marriage to a Chinese woman has made his status a peculiar one in Peking. He never shows his wife in public. She never goes out with him and has been seen by very few in Peking. He does not speak of her ever, but is very proud of his children.“

## Schule und Ausbildung
Heinrich Cordes besuchte zunächst die evangelische Bürgerschule in Lübbecke und die Bürgerschule in Halle (Westf.), bevor er zum Realgymnasium nach Bielefeld wechselte und dort im Frühjahr 1886 mit der Reifeprüfung abschloss. Danach absolvierte er 1886/87 seinen Militärdienst als Einjährig-Freiwilliger, zuletzt als Vizefeldwebel der Reserve, bevor er zum Leutnant der Reserve befördert wurde. 1887 nahm er ein Studium der Philologie an der Friedrich-Wilhelms-Universität zu Berlin auf, wechselte jedoch nach dem ersten Semester zum Fachbereich Rechtswissenschaften. Parallel dazu studierte er am Seminar für Orientalische Sprachen Chinesisch, worin er 1890 sein Diplom erwarb. Im Frühjahr 1892 legte er die erste juristische Staatsprüfung ab und erhielt daraufhin eine Anstellung als Gerichtsreferendar.

## Berufliche Entwicklung

### Auswärtiger Dienst

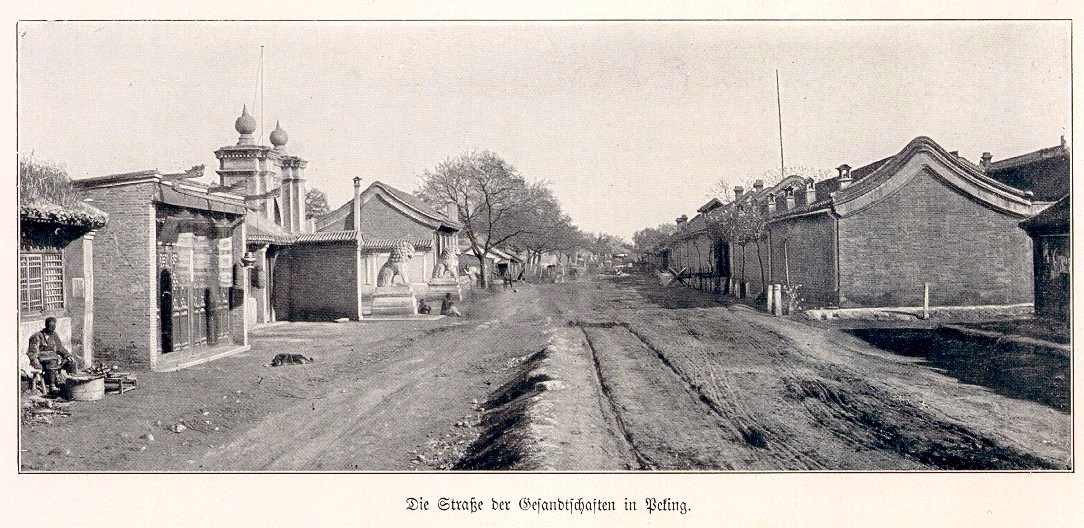
Straße der ausländischen Gesandtschaften in Peking um 1900

Seine zwischenzeitliche Bewerbung beim Auswärtigen Amt hatte im August 1892 Erfolg. Man bot ihm im auswärtigen Dienst eine Stellung als Dolmetscher-Elève an der deutschen Gesandtschaft in Peking an, wozu ihm ein chinesischer Sprachlehrer gestellt wurde. Als Elève war er von Dezember 1892 bis Mitte April 1895 eingesetzt, danach vertrat er zunächst kommissarisch den 2. Dolmetscher (offizieller Titel: Secrétaire interprète) der Gesandtschaft, bevor er dessen Posten per 12. Mai 1896 offiziell übernahm. Schon im September 1896 wechselte er an das Konsulat nach Kanton, um dort bis Mai 1897 vakante Dolmetscher-Aufgaben zu übernehmen. Nach einem kurzen Aufenthalt in Peking wurde er im Juli 1897 zum Aufbau eines neuen deutschen Konsulats nach Hankou geschickt, um dort unter Vizekonsul Franz Grunenwald (1861–1931) den Dolmetscherposten zu übernehmen, eine Aufgabe, die er bis Mai 1899 ausfüllte. Danach stand ihm ein sechsmonatiger Heimaturlaub in Deutschland zu.
In Berlin erhielt er durch Wilhelm II. am 13. August 1899 den Roten Adlerorden IV. Klasse für seine Tätigkeit während der Ersteinrichtung des Konsulats in Hankou. Am 12. März 1900 musste er als Reserveoffizier zu einer zweimonatigen militärische Übung antreten. Durch personellen Engpass in Peking musste er diese jedoch nach einem Monat abbrechen. Über Genua traf er am 1. Juni 1900 in Tientsin ein, wo er vom Boxeraufstand erfuhr und dessen Auswirkungen unmittelbar miterlebte. Am 2. Juni gelangte er noch per Eisenbahn von Tientsin nach Peking, kurz bevor die Schienenverbindung zerstört wurde. Am 19. Juni begann die Belagerung der ausländischen Gesandtschaften.

Ketteler-Bogen, 1903 am Ort des Attentats errichtet

Am 20. Juni 1900 wurde Clemens von Ketteler, der deutsche Gesandte in Peking, in Begleitung von Cordes, auf dem Weg zum chinesischen Außenministerium (Zongli Yamen) in seiner Sänfte erschossen. Cordes, in einer zweiten Sänfte sitzend, wurde durch einen Schuss in Oberschenkel und Unterleib schwer verletzt. Dennoch gelang es ihm, unter schwerem Beschuss durch mandschurische Soldaten durch das Gassengewirr zu entkommen und sich bis zu einem US-amerikanischen Militärposten zu schleppen. Von dort wurde er bewusstlos auf einer ausgehängten Tür liegend mit bewaffneter Eskorte in die britische Gesandtschaft getragen, in der während der Belagerung ein provisorisches Hospital eingerichtet worden war. Während seiner Rekonvaleszenz brachte er seine Erlebnisse detailliert zu Papier und sandte sie einem Freund nach Deutschland. Dieser leitete sie der Kölnischen Zeitung zu, die sie auszugsweise an drei aufeinander folgenden Tagen publizierte.

### Konsul, Bankier und Präsident des China-Konsortiums

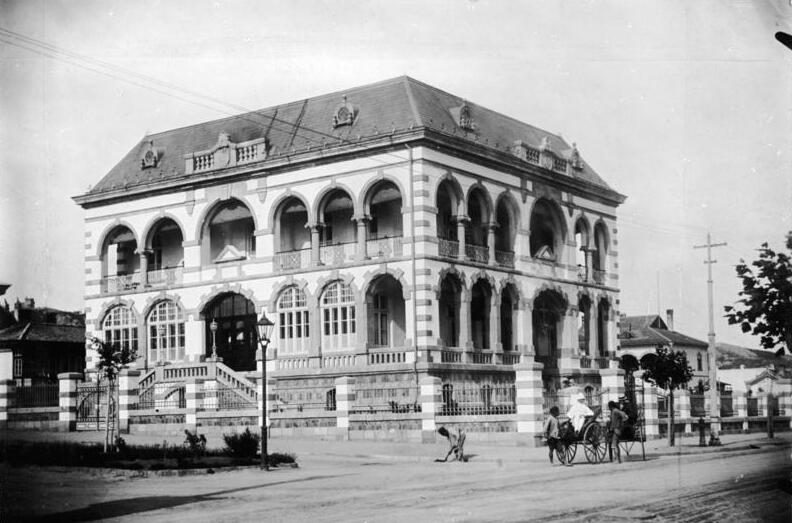
Deutsch-Asiatische Bank, Tientsin

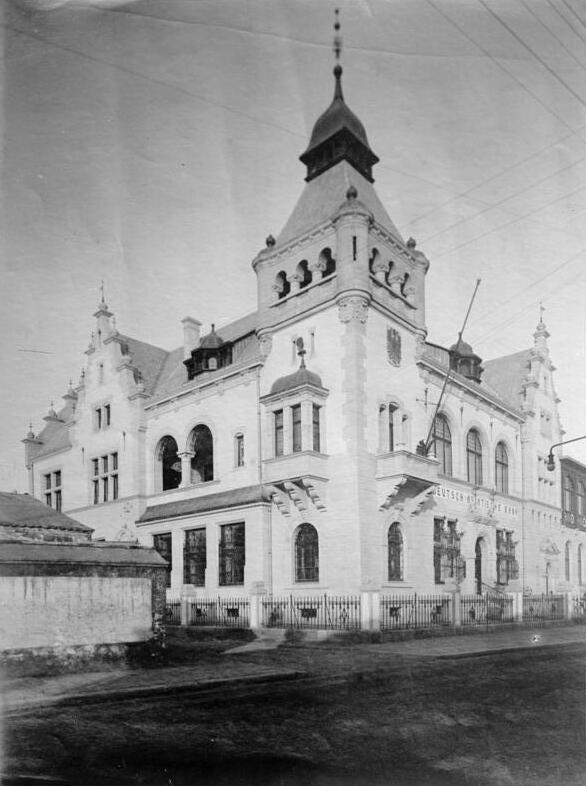
Deutsch-Asiatische Bank, Peking

Er erhielt einen Genesungsurlaub in Südchina sowie einen anschließenden Heimaturlaub in Deutschland. Am 1. Februar 1901 traf er per Schiff in Genua ein und verbrachte zunächst einige Zeit in Norditalien. Nach Berlin zurückgekehrt, bat ihn die Direktion der Deutsch-Asiatischen Bank darum, er möge die Leitung ihrer Filiale in Tientsin übernehmen. Am 1. Juni 1901 beantragte er seine Entlassung aus dem auswärtigen Dienst; am 5. Juni 1901 wurde er von Kaiser Wilhelm II. persönlich im Neuen Palais in Potsdam empfangen und mit den Schwertern zu seinem Roten Adlerorden IV. Klasse ausgezeichnet. Per 12. Juni 1901 wurde sein Antrag auf Entlassung aus dem auswärtigen Dienst bewilligt. Er durfte sich von da ab Konsul nennen, obwohl er diese Funktion nie ausgeübt hatte.
Im Jahr 1902 wurde er für die Verteidigung der ausländischen Gesandtschaften in Peking mit dem Russischen Orden der Heiligen Anna III. Klasse mit Schwertern ausgezeichnet. Im selben Jahr erhielt er die vom deutschen Kaiser gestiftete China-Denkmünze in Bronze.
Ab Herbst 1901 war Cordes Direktor der Deutsch-Asiatischen Bank in Tientsin und Präsident des deutschen Konsortiums für Regierungsprojekte mit China, wobei es insbesondere um den Bau weiterer Eisenbahnlinien ging. Ab 1905 war er zusätzlich Direktor der Deutsch-Asiatischen Bank in Peking.
1908 wurde Cordes für den von ihm abgeschlossenen Vertrag zum Bau der Tientsin-Pukou-Bahn mit dem Königlichen Kronen-Orden Preußens der III. Klasse ausgezeichnet. 1913 erhielt er den Roten Adlerorden III. Klasse mit Schleife und Schwertern am Ringe. Im Januar 1914 wurde ihm der chinesische Chia-Ho-Orden III. Klasse verliehen.
Der US-amerikanische Journalist Alfred M. Brace charakterisierte Cordes im Dezember 1914 so: „One of the most interesting men whom I met in Peking was Mr. Cordes, manager of the Deutsch-Asiatische Bank, and said to be the man behind the throne in the German Legation. He was much like my own father in appearance, and his long life in the Far East as German interpreter and banker had taken away all the bluntness from him and left German culture without the risks of German piggishness. […] I sat in his office one morning and listened to his tell of the interesting incidents in connection with the formation of the present Quintuple Group which controls the so-called reorganization loan. Cordes told a story of intrigue, of conflicting national interests, of bickering and methods of the powers that go far to make one sceptical of professions of altruism of any sort expressed nationally.“

## Kinofilm und TV-Dokumentation
Der 1963 gedrehte US-Kinofilm 55 Tage in Peking mit Charlton Heston, Ava Gardner und David Niven thematisiert das Attentat auf Freiherr von Ketteler und Cordes.
Eine für ARTE, BBC, The History Channel und das ZDF produzierte TV-Dokumentation zum Boxeraufstand thematisiert ebenfalls den Anschlag auf den deutschen Gesandten und dessen Botschaftssekretär bzw. Dolmetscher.